# Hannah Rickard
Hannah Rickard (* in Newcastle upon Tyne) ist eine britische Folkpopmusikerin. 2019 wurde sie durch ihre Zusammenarbeit mit dem Status-Quo-Sänger Francis Rossi international bekannt.

## Biografie
Hannah Rickard ist Sängerin und spielt Fiddle. In ihrer Anfangszeit war sie in mehreren lokalen Bands im Nordosten Englands und gehörte zur Begleitband der bekannten Folkmusikerin Kathryn Tickell. Als im September 2012 Auftritte mit ihrem Cousin Louis Ruddick, ehemals Gitarrist der Punkabilly-Band The Grit, ausfielen, trafen sie sich in seinem Aufnahmestudio in London mit ein paar anderen Musikern und spielten einige Songs ein. Daraus entstand die Band Hannah Rickard and the Relatives, die danach zahlreiche Auftritte absolvierte und bis 2015 eine EP und zwei Singles veröffentlichte.
Mitte der 2010er Jahre war Rickard als Geigerin und Backgroundsängerin am Aquostic-Projekt der Rockband Status Quo beteiligt, das aus zwei Studioalben und Touren inklusive Livealbum bestand. Als der Sänger der Band Francis Rossi ein paar Jahre später ein eigenes Projekt mit Country-&-Western-Musik auf die Beine stellen wollte, kam er auf Rickard zu und gemeinsam schrieben sie und spielten Songs ein für ein gemeinsames Album. We Talk Too Much wurde im März 2019 veröffentlicht und platzierte sich nicht nur in den britischen Charts, sondern war vor allem auch in den deutschsprachigen Ländern erfolgreich.

## Diskografie
Alben
- L. A. Lover (Hannah Rickard and the Relatives, EP, 2013)
- We Talk Too Much (mit Francis Rossi, 2019)

Lieder
- L. A. Lover (Hannah Rickard and the Relatives, 2014)
- You Changed (Hannah Rickard and the Relatives, 2015)
- I Talk Too Much (mit Francis Rossi, 2019)
- Maybe Tomorrow (mit Francis Rossi, 2019)
- I’ll Take You Home (mit Francis Rossi, 2019)
- Heartbreaker (mit Francis Rossi, 2020)